# Ioakeim (Archontos)
Ioakeim (světským jménem: Dimitrios Archontos; * 7. dubna 1964, Athény) je řecký duchovní, biskup apollonijský a vikář metropolie Belgie.

## Život
Narodil se 7. dubna 1964 v Athénách.
Po dokončení střední školy nastoupil na fakultu medicíny Technologického vzdělávacího institutu a poté získal titul bakaláře na Aristotelově univerzitě v Soluni.
Studoval také na bohosloveckém institutu Athénské univerzity a historii na Jónské univerzitě.
Dne 11. listopadu 1990 byl v skitě svaté Anny na hoře Athos postřižen na monacha se jménem Ioakeim. Poté byl převeden do Nového monastýru v metropolii Chíos.
Dne 23. srpna 1991 byl metropolitou chíoským Dionysiem (Baïraktarisem) rukopoložen na hierodiakona a 11. listopadu 1991 na jeromonacha s povýšením na archimandritu. Jako kněz začal sloužit v katedrálním chrámu Chíosu.
Roku 1997 byl převeden do kléru metropolie Belgie, kde sloužil v katedrálním chrámu v Bruselu a zastával také funkci sekretáře metropolie.
Od března 2004 sloužil znovu v chíoské metropolii a března 2015 v metropolii Kifissia. Zde sloužil jako tiskový mluvčí metropolie.
V lednu 2018 znovu začal sloužit v metropolii Belgie.
Dne 9. ledna 2020 jej Svatý synod Konstantinopolského patriarchátu zvolil biskupem apollonijský a vikářem belgické metropolie. Stejného dne byl v chrámu svatého Jiří v Istanbulu oficiálně jmenován biskupem.
Dne 26. ledna 2020 proběhla v katedrálním chrámu svatých archandělů Michaela a Gabriela v Bruselu jeho biskupská chirotonie. Světiteli byli metropolita belgický Athenagoras (Peckstadt), metropolita kifissijský Kyrillos (Misiakoulis) (Řecká pravoslavná církev), metropolita kyrenijský Chrysostomos (Papathomas) (Kyperská pravoslavná církev), arcibiskup telmessoský Job (Getcha), biskup belgický a nizozemský Dositeos (Bogveradze) (Gruzínská pravoslavná církev), biskup arianzoský Vartholomaios (Kessidis) a biskup neapolský Porfyrios (Machairiotis) (Kyperská pravoslavná církev).